# Aliabad-e Bozorg
Aliabad-e Bozorg (perski: علي ابادبزرگ) – wieś w Iranie, w ostanie Ilam. W 2006 roku miejscowość liczyła 145 mieszkańców w 25 rodzinach.